# 영해초등학교 축산분교

영해초등학교 축산분교는 경상북도 영덕군 축산면 영축로 963에 있었던 분교이다.

## 학교 연혁
- 1932년 9월 29일 축산공립보통학교 설립 인가
- 1932년 10월 27일 축산공립보통학교 설립
- 1932년 11월 23일 축산공립보통학교 개교(4년제, 고곡리 207)
- 1938년 4월 1일 축산공립심상소학교로 개칭[1]
- 1939년 3월 31일 6년제 개편 인가
- 1941년 4월 1일 축산공립국민학교 개칭[2]
- 1959년 5월 31일 현 교사로 이전
- 1984년 3월 12일 병설유치원 개원
- 1989년 3월 1일 화천국민학교 분교장 격하 편입
- 1993년 9월 1일 성호국민학교 분교장 격하 편입
- 1994년 3월 1일 화천분교장 폐교
- 1996년 3월 1일 축산초등학교로 개칭[3]
- 1998년 3월 1일 성호분교장 폐교
- 1999년 9월 1일 영해초등학교 축산분교장 격하 편입
- 2011년 3월 1일 폐교 및 영해초등학교로 통폐합(총 졸업생 2,814명)

## 학교 동문
바리톤 이탁교